# Oddział Lotny Wojsk Polskich

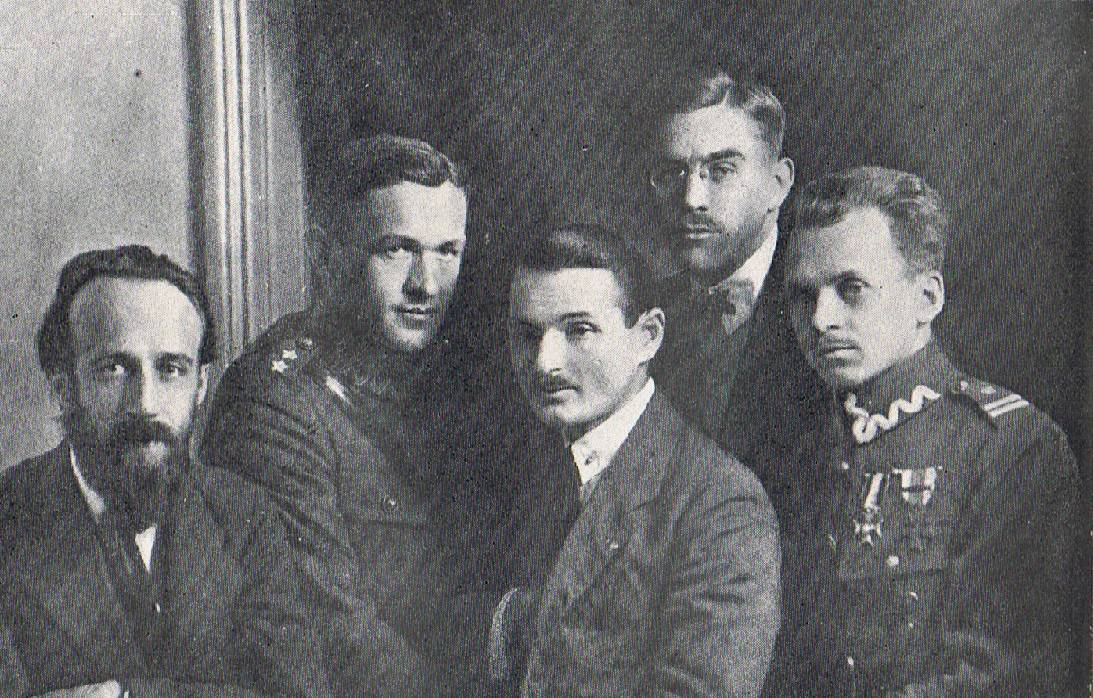
Członkowie Centralnego Oddziału Lotnego. Od lewej: Tadeusz Szturm de Sztrem Mały, Tadeusz Herfurt Jan, Józef Kobiałko Walek, Kazimierz Bagiński Florek, Marian Zyndram-Kościałkowski Orwicz

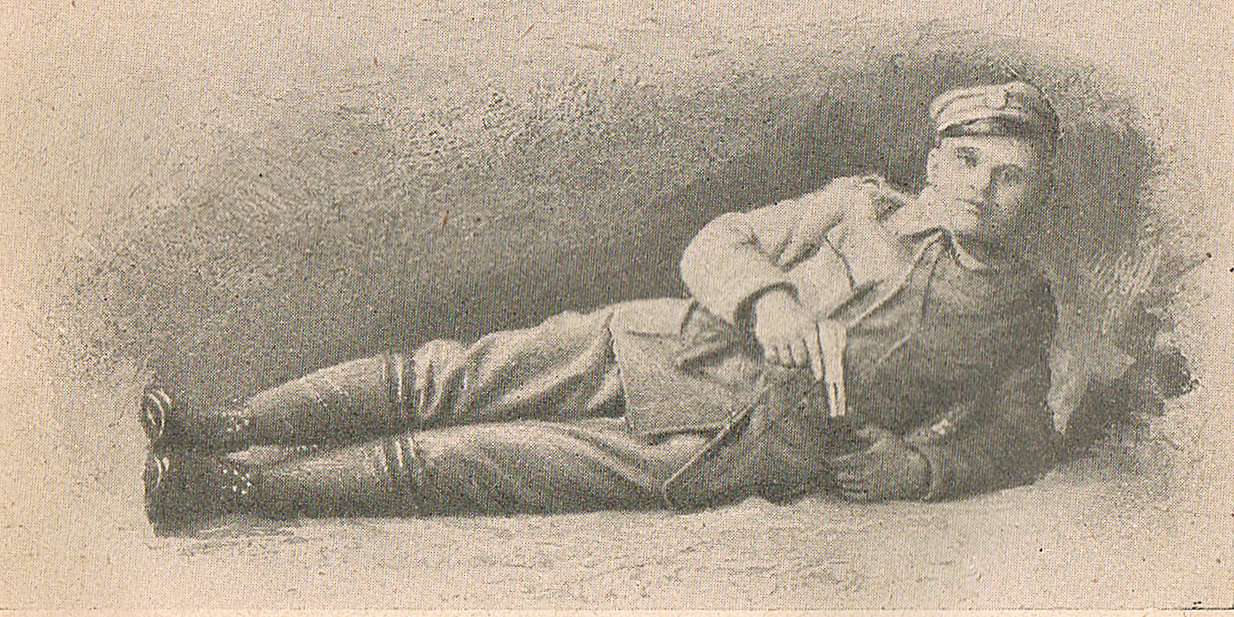
Jan Bielawski "Mikita", pierwszy dowódca Oddziału Lotnego Wojsk Polskich

Oddział Lotny Wojsk Polskich – oddział detaszowany (wydzielony) I Brygady Legionów, a następnie oddziały dywersyjne Polskiej Organizacji Wojskowej działające od 1914 do 1915 na terenie byłego Królestwa Polskiego, oraz od 1918 pod okupacją niemiecką i austriacką. Tworzone były na bazie doświadczeń oraz byłych członków Organizacji Bojowej PPS. 

## Geneza
Rozpoczęcie akcji bojowej na tyłach wojsk rosyjskich należało do jednego z priorytetów akcji wojskowej Józefa Piłsudskiego. Według raportu z 1917 tak przedstawiono idee działań dywersyjnych:

Chodziło mianowicie o jak najwybitniejsze stwierdzenie, że Legiony i ich bojowa działalność nie są to zjawiska zaborowi rosyjskiemu narzucone z zewnątrz, zza kordonu, że idea wojny polskiej z Rosją ma swych żołnierzy wszędzie i przy pierwszej sposobności realnej gotowa jest wyjść na jaw jako szeroki zbrojny ruch

Zaraz po wybuchu wojny, pod koniec sierpnia 1914, niewielka grupa studentów z Petersburga powiązanych z PPS, PPS-Opozycja i Związkiem Młodzieży Postępowo-Niepodległościowej przybyła do Warszawy. Byli to Tadeusz Hołówko "Otfinowski", Stanisław Jarecki "Jarosław" i Tadeusz Szturm de Sztrem "Mały". Dołączył do nich student Politechniki Lwowskiej Kazimierz Bagiński "Florek", a wkrótce siostra Tadeusza Szturm de Sztrema Zofia, Natalia Lipszycówna (narzeczona a następnie żona Zygmunta Zaremby), Helena Chełmicka oraz Zofia Warszawska (córka Adolfa Warszawskiego). Członkowie tej grupy nawiązali kontakty ze Związkiem Strzeleckim i Polskimi Drużynami Strzeleckimi. Tak ukształtowała się tzw. grupa petersbursko-lwowska. 
22 października 1914 do Warszawy dotarł Tadeusz Żuliński mianowany przez Piłsudskiego komendantem organizacji wojskowej na terenie rosyjskim (przyszłej POW). 
Pod koniec października 1914, do grupy dołączyli wysłani na tyły wroga dwaj byli działacze Organizacji Bojowej PPS – członkowie wywiadowczego oddziału I Brygady "Oddziału Beków" Jan Bielawski "Mikita", oraz Józef Kobiałko "Walek". Mieli za zadanie organizować oddziały dywersyjne na zapleczu wojsk rosyjskich. Tadeusz Szturm de Sztrem organizował laboratorium, gdzie produkowano bomby i granaty.
Pierwszą akcję zorganizował Tadeusz Szturm de Sztrem z Janem Bielawskim. W dniu 23 listopada 1914 wysadzili tor kolejowy tory na Woli, pomiędzy Dworcem Gdańskim a Dworcem Wiedeńskim, co spowodowało wykolejenie pociągu wojskowego i zatarasowanie torów na całą dobę. Druga akcja z udziałem Józefa Kobiałko i Stanisława Jareckiego odbyła się na linii kolejowej w okolicy Otwocka. Niestety ładunek nie wybuchł. Trzecia akcja, z udziałem Kazimierza Bagińskiego i Tadeusza Herfurta "Armak", wysadziła tor pod Grodziskiem. Tor został zerwany, a jeden patrolujący żołnierz został ranny. 
Następnie 29 listopada Bielawski i Kobiałko próbowali wysadzić pomnik wzniesiony na rozkaz cara ku czci polskich generałów, którzy nie przyłączyli się do powstania i zginęli z rąk powstańców na Placu Zielonym w Warszawie. Wybuch jednak tylko nieznacznie uszkodził pomnik.

## Oddział Lotny Wojsk Polskich
30 listopada 1914 formalnie powołano wydzielony oddział dywersyjny pod nazwą "Oddział Lotny Wojsk Polskich" podporządkowany bezpośrednio dowódcy POW Tadeuszowi Żulińskiemu. Dowódcą Oddziału został: Jan Bielawski "Mikita", zaś jego zastępcą Józef Kobiałko "Walek". Pierwszymi członkami oddziału byli: Józef Korczak "Piotr" (od grudnia 1914), Kazimierz Bagiński "Florek", Stanisław Jarecki "Jarosław", Tadeusz Szturm de Sztrem "Mały", – wszyscy członkowie PPS. Na początku stycznia 1915 przyjęty został Marian Kościałkowski "Orwid", i Emil Brzozowski "Emil", zaś na wiosnę Edward Rybicki "Okrzeja".
Oddział przeprowadził wówczas akcje:
- 8 grudnia 1914, skonfiskowano na poczcie i urzędzie gminy w Bełżycach ponad 2500 rubli oraz zniszczono listy poborowych; W trakcie akcji lekko rany wskutek wybuchu został Bielawski.
- Z 13 na 14 grudnia 1914, Kazimierz Bagiński zniszczył tor kolejowy pod Łukowem, zaś Józef Kobiałko, Józef Korczak wysadzili tor kolejowy w okolicy Świdnika. Wysadzenie toru, spowodowało wykolejenie pociągu intendentury i zniszczeniu dwadzieścia wagonów[5].
- 28 grudnia 1914, Oddział w całym składzie wysadził most kolejowy na Rządzy pomiędzy Wołominem, a Tłuszczem. W trakcie akcji doszło do starcia z ochroną wojskową[5].

## Centralny Oddział Lotny i oddziały okręgowe
W lutym 1915 nastąpiła reorganizacja Oddziału. Odszedł dotychczasowy dowódca Jan Bielawski. Nowym dowódcą został Józef Kobiałko "Walek". Powołano "Oddziały Lotne Okręgowe" w: Lublinie, Siedlcach, Radomiu i Warszawie. Członkowie dotychczasowego Oddziału Lotnego tworzyli "Centralny Oddział Lotny". Komendantami oddziałów zostali: w okręgu lubelskim – Tadeusz Herfurt "Armak", w siedleckim – Józef Korczak "Piotr", w radomskim – Stanisław Jarecki "Jarosław", w warszawskim – Marian Zyndram-Kościałkowski "Orwid". 

Regulamin Wewnętrzny Oddziałów Lotnych z 1915 stwierdzał m.in. że:

Oddziały Lotne prowadzą obecnie walkę z Rosją, która ma na razie charakter podjazdowy: psucie komunikacji, napady na urzędy pocztowe, gminne, powiatowe, na tabory, policję. (...) Oddział Lotny będzie walczył zawsze na tyłach armii nieprzyjacielskiej aż do wypędzenia wroga z granic Polski. (...) Broń posiadana przez członków Oddziałów Lotnych może być użyta tylko do samoobrony lub walki z wrogiem. Członkom Oddziałów Lotnych nie wolno oddać się w ręce wroga z bronią.

Centralny Oddział Lotny przeprowadził jeszcze kilka akcji: 
- 19 lutego 1915 oddział w całym składzie oraz dodatkowo z udziałem Franciszka Sitarza dokonał konfiskaty pieniędzy na poczcie w Łęcznej. W trakcie wysadzania kasy kontuzjowany został Korczak. Skonfiskowano 1763 ruble i bezpiecznie wycofano do Lublina.
- 27 marca 1915 patrole oddziału pod łącznym dowództwem Mariana Kościałkowskiego "Orwid", dokonały równocześnie przerwania kilku torów kolejowych do Dęblina, Białegostoku i Siedlec, odcinając Warszawę od wschodu na kilkanaście godzin[5].
- 8 maja 1915 oddział pod dowództwem Józefa Korczaka wysadził most na rzece Rudka pod Białą Siedlecką. W trakcie odwrocie stoczono walkę z obławą, raniąc dwóch strażników[5].
- W czerwcu 1915 Tadeusz Szturm de Sztrem wraz z Antonim Krahelskim brał udział w przygotowaniach do ekspropriacji kasy sztabu 2 Armii Rosyjskiej w Garwolinie w dniu 10 czerwca. Jednak po aresztowaniu Krahelskiego, w nocy z 8 na 9 czerwca 1915 akcja została odwołana.

W okręgach lubelskim i siedleckim oddziały lotne weszły w skład POW, zaś dowódcy oddziałów kierowali jednocześnie okręgami POW. Oddział warszawski zajmował się przygotowaniami do działań powstańczych, jednak z uwagi na szybkie wycofanie się Rosjan z miasta działania zostały zawieszone. 
Na czele okręgowego Oddział lotnego w lubelskim okręgu POW stanął Tadeusz Herfurt, który po aresztowaniu komendanta okręgu Andrzeja Turczyńskiego-Brennera "Mieczysław II", przejął również dowodzenie okręgiem. W skład okręgowego Oddziału Lotnego weszli: Franciszek Sitarz "Franek", Wacław Fabierkiewicz "Szymon", Kosior "Rysiek", Tadeusz Węgliński, Franciszek Studziński "Bohdan", Jan Paszko. Przy oddziale lubelskim postali z oddziału centralnego: Józef Kobiałko, Kazimierz Bagiński, Emil Brzozowski i przez pewien czas Tadeusz Szturm de Sztrem wraz z laboratorium materiałów wybuchowych. 

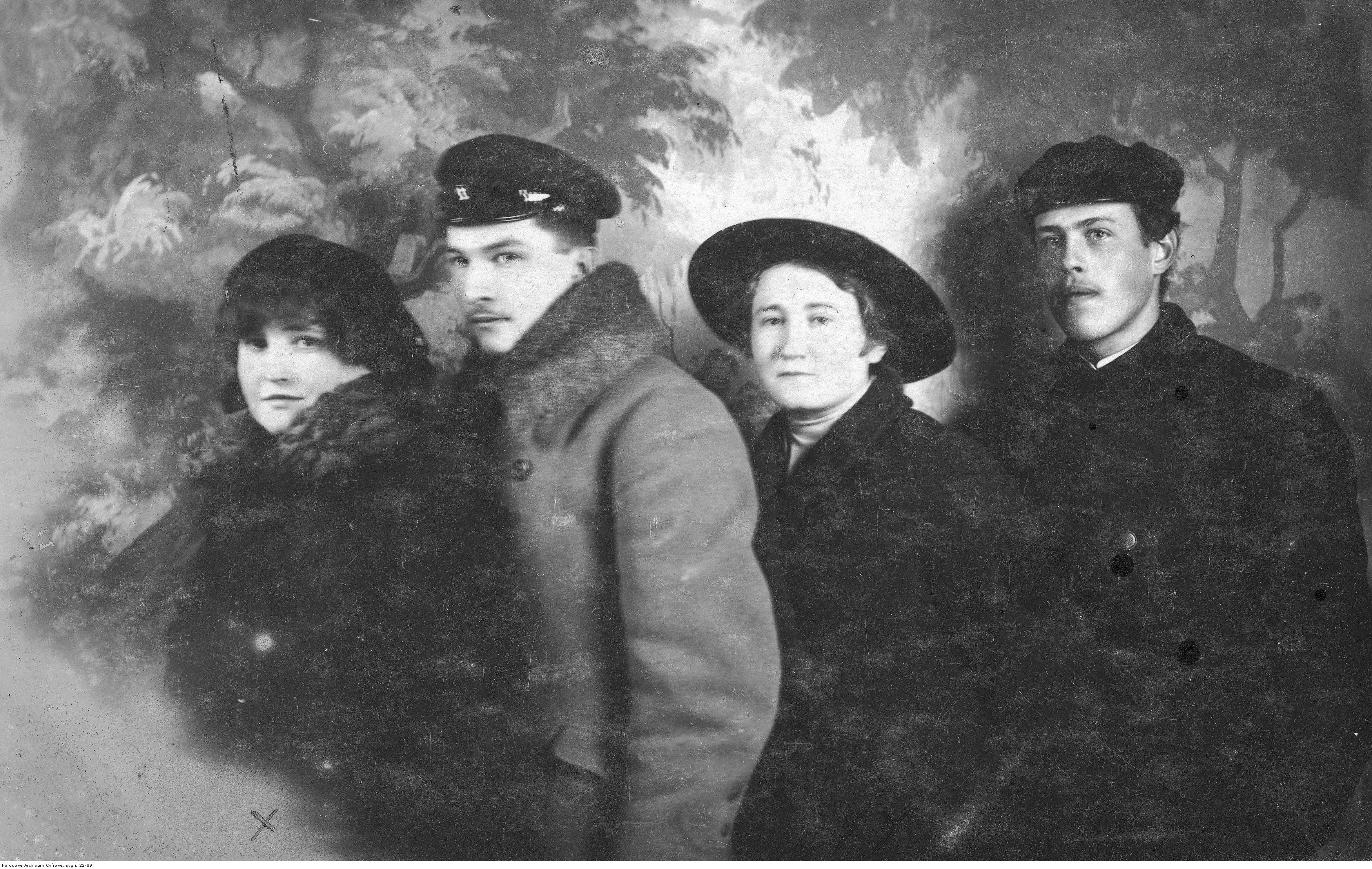
Stoją od lewej: Stanisława Mydlarzówna, NN, Helena Mijakowska, NN

Oprócz okręgowego Oddziału Lotnego zostały na Lubelszczyźnie utworzone zostały jeszcze w grudniu 1914 przez Kazimierza Bagińskiego "Florek" Oddziały Lotne w: Krasieninie, Siennicy, oraz lokalne grupy osób wspierające oddziały Ostrowie Krupskim (Jan Korkosz, Paweł Korkosz, Walenty Patyra, Falenta), Łopienniku Lackim (Stanisława Mydlarzówna, Jan Sadlak), Tarnogórze.
Józef Czachyra z OL w Tarnogórze na zlecenie Emila Brzozowskiego w czerwcu 1915 wysadził kolejkę wąskotorową na polach wsi Orłów, które w późniejszym czasie, na krótko przed wycofaniem się wojsk rosyjskich dokonały kilku zniszczeń na liniach komunikacyjnych, wysadzając mosty i pociągi wciskowe z artylerią i amunicją, na linii Motycz – Kraśnik i Chełm – Zamość
Na czele okręgowego oddziału lotnego radomskiego okręgu POW, w lutym 1915 stanął Stanisław Jarecki "Jarosław". Oddział m.in. zniszczył spisy poborowych w Radomiu, oraz organizował nieudaną akcję wysadzenia okopów rosyjskich w Janowcu
W lipcu 1915 po zajęciu ziem Królestwa przez wojska państw centralnych zawieszono funkcjonowanie oddziałów, zaś żołnierze ujawnili się wstępując do I Brygady Legionów Polskich. 

## Odbudowa Oddziałów Lotnych w 1918
Od 1917 nastąpiła reorganizacja POW, Komendzie Głównej podlegały pierwotnie trzy a następnie cztery komendy naczelne: (I) Warszawa (dla Królestwa Polskiego okupowanego przez wojska niemieckie), (II) Kraków dla Galicji), (III) Kijów (dla działań w Rosji), (IV) Lublin (dla działań okupacji austriackiej). Komendom naczelnym podlegały okręgu, składające się z obwodów. Odbudowa Oddziałów Lotnych nastąpiła w maju 1918 Komenda Główna POW poleciła trzem Komendom Naczelnym powołanie oddziałów lotnych. W warszawskiej KN funkcjonowały oddziały we wszystkich okręgach oraz funkcjonował Centralny Oddział Lotny. 
12 października 1918 oddział lotny Okręgu Radomskiego POW zorganizował akcję ekspropriacyjną pod Bąkowcem, gdzie zdobyto 1 mln 800 tys. koron. W akcji wzięli udział m.in. Dobiesław Damięcki "Sułkowski", Konrad Strzelczyk "Szaleniec", "Łukasiński", Jerzy Paszkowski "Kruk".